# Сражение при Шантильи
Сражение при Шантильи (англ. Battle of Chantilly), известное на юге как Сражение при Окс-Хилл, произошло 1 сентября 1862 года в округе Фэирфакс, Вирджиния, и было последним сражением Северовирджинской кампании во время американской гражданской войны. Корпус генерала Томаса Джексона пытался перерезать пути отступления федеральной Вирджинской армии, но был атакован двумя федеральными дивизиями. В сражении погибли оба дивизионных командира федеральной армии, но наступление Джексона удалось остановить.

## Предыстория
После разгрома во Втором сражении при Булл-Ран генерал Поуп приказал Вирджинской армии отступать к Сентервилу. Отступление началось ночью 30 августа под прикрытием III корпуса Ирвина Макдауэлла. Армия перешла реку Булл-Ран, и её последние отряды разрушили мост, чтобы задержать преследование. Отступление проходило без осложнений. Генерал Ли понимал, что его армия слишком утомлена двумя неделями постоянных маршей и трехдневным сражением, поэтому не организовал преследования. Это позволило Второму корпусу Бэнкса присоединиться к армии Поупа. Но главное — это позволило северянам перебросить на фронт корпуса Потомакской армии: II, V и VI, которые только что прибыли с Вирджинского полуострова.
К утру 31 августа Поуп начал понемногу терять управление армией. Поражение серьёзно сказалось на его нервах и он не знал, как поступить. Вашингтон требовал от него наступления, но Поуп боялся, что Ли атакует его армию до того, как та будет готова к сражению. Поуп собрал на совещание корпусных командиров — впервые за всю кампанию — и они приняли решение отступать к Вашингтону. Однако пришло письмо от Генри Халлека с требованием наступления, и Поуп приказал готовить наступление.
Однако Ли уже начал действовать по своему плану, чем вырвал у Поупа инициативу. Ли приказал Джексону двинуться в обход правого фланга Поупа и выйти в тыл федеральной армии. Наступление возглавила кавалерия Стюарта, которая обеспечивала разведку пути движения. Дивизии Джеймса Лонгстрита оставались на своих местах, изображая из себя всю Северовирджинскую армию. Незамеченный противником, Джексон направился на север, затем повернул на восток и вышел к Германтауну, где проходили две дороги, связующие армию Поупа с Вашингтоном (Уоррентон Пайк и Литл-Ривер Тернпайк). Однако солдаты Джексона были голодны и плохо одеты, поэтому двигались медленно и встали лагерем в Плезант-Велли, в трех милях от Сентервила. Этот манёвр остался незамеченным Поупом.
Однако, ночью произошло два важных события. Из Германтауна прибыл штабной офицер, который сообщил о появлении крупных отрядов кавалерии противника. К счастью для Ли, Поуп решил, что это был всего лишь патруль конфедератов. Однако через несколько часов федеральная кавалерия донесла, что наблюдает крупные массы пехоты противника, марширующие по шоссе Литтл-Ривер на восток. Поуп осознал, что его армия в опасности. Он отменил все распоряжения о подготовке к атаке и приказал отступать от Сентервила к Вашингтону.

## Сражение
Утром 1 сентября Поуп приказал генералу Эдвину Самнеру отправить одну бригаду на север для разведки. Вирджинская армия продолжала двигаться в сторону Вашингтона, а корпус Макдауэлла был послан в Германтаун для охраны перекрестка. Две бригады из IX корпуса Джессе Рено были отправлены для того, чтобы задержать Джексона. Дивизия Филипа Карни выступила вслед за бригадой чуть позже.
Между тем Джексон возобновил движение на юг, впереди шла его дивизия под командованием Уильяма Старка; в авангарде шла бригада каменной стены под командованием генерала Грисби. Однако его усталые и голодные солдаты успели пройти немного, тем более, что начался сильный дождь. Пройдя всего три мили, они заняли Окс-Хилл, расположенный юго-восточнее плантации Шантильи. Здесь они остановились и Джексон сам, наконец, заснул. Бригады Брэнча и Брокенбро из дивизии Эмброуза Хилла выдвинулись несколько южнее навстречу противнику и выставили пикеты.
В 15:00 появилась дивизия Стивенса. К этому моменту две бригады из дивизии Лоутона удлинили линию Эмброуза Хилла влево, а дивизия Старка развернулась ещё далее влево, загнув фланг к шоссе Литл-Ривер. Соотношение сил было не в пользу Стивенса, но он решил сразу атаковать и двинул свою дивизию на центр и правый фланг противника. Основной удар пришелся на луизианскую бригаду Генри Стронга. Атака началась удачно, но когда Стивенс сам поднял знамя 79-го Нью-йоркского полка (так. наз. «горский гвардейский») и сам повел их в атаку через линию железной дороги, случайная пуля убила его наповал. Несмотря на это, дивизия оттеснила бригаду Стронга и вышла во фланг бригаде Брауна, и сам капитан Браун был убит. Однако контратака бригады Джубала Эрли остановила это наступление. Генерал Бенджамин Крайст принял командование дивизией и отвел её на исходные позиции.
Примерно в 17:30 прибыла дивизия генерала Карни. Он поместил бригаду генерала Бирни левее дивизии Стивенса и приказал атаковать правый фланг противника. Бирни обратил его внимание на то, что правый фланг его бригады ничем не прикрыт, и Керни отправился искать дополнительные части. Он нашел 21-й массачусетский полк и велел ему присоединиться к атаке Бирни, несмотря на протесты командира полка. Пока полк двигался к месту сражения, Карни лично отправился вперед на разведку, но неожиданно наткнулся на джорджианцев из бригады Эдварда Томаса и был убит. Обе стороны ещё некоторое время продолжали перестрелку, но в 18:30 сражение затихло.

## Последствия

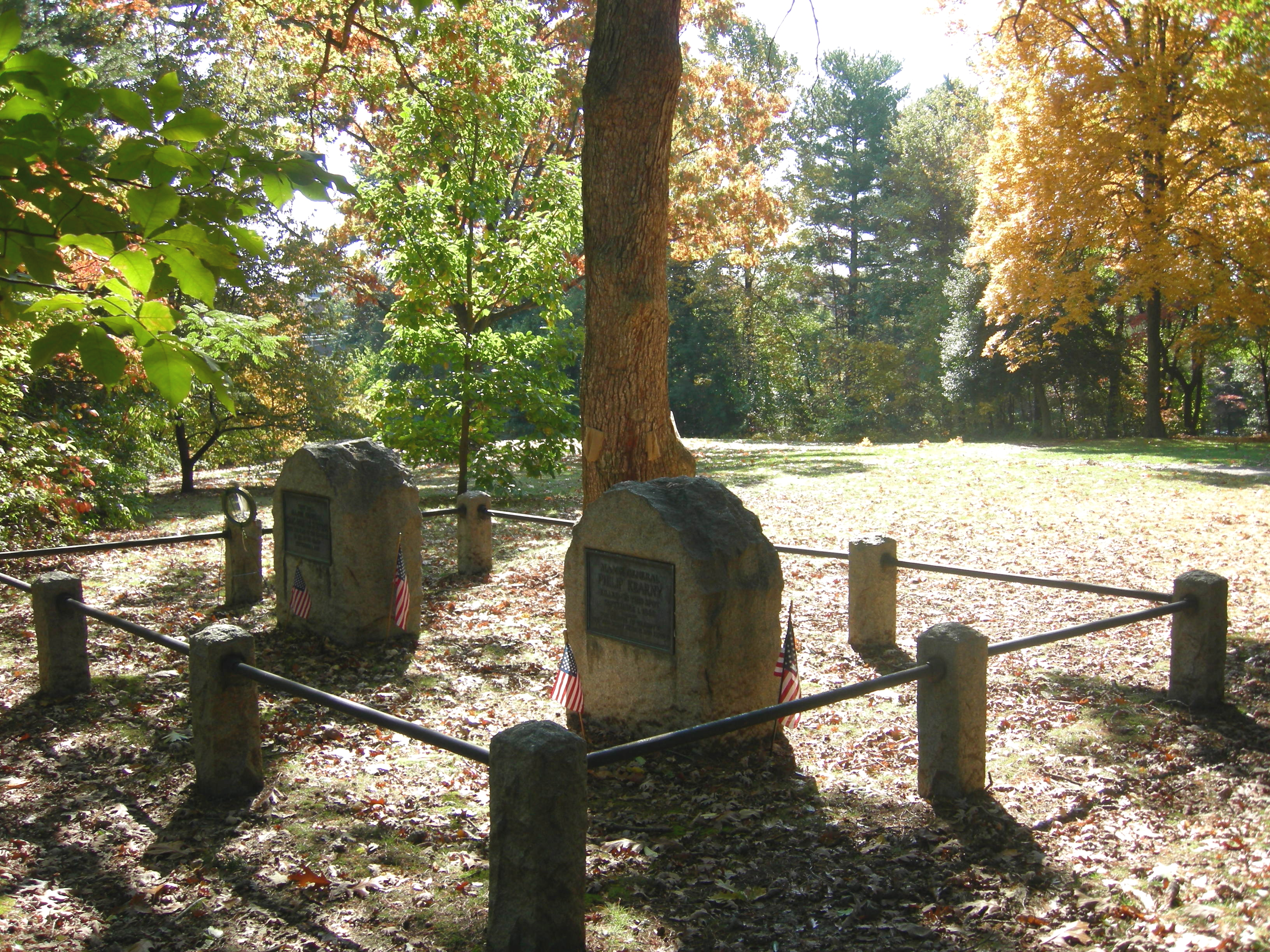
Памятники на месте гибели Стивенса и Карни

Ночью подошли дивизии Лонгстрита, чтобы сменить солдат Джексона и возобновить сражение. Однако федеральная армия отступила к Германтауну и через несколько дней укрылась за укреплениями Вашингтона. Кавалерия южан преследовала их, но без большого успеха.
Тактически сражение прошло вничью. Джексон не смог завершить свой обходной манёвр и перекрыть Поупу путь отступления, но с другой стороны, наступательные планы Поупа были сорваны, его армия принуждена к отступлению и в итоге это позволило генералу Ли начать Мерилендскую кампанию.
Поля боя осталось за Северовирджинской армией. Север потерял двух генералов дивизионного уровня, в то время как Юг — только одного генерала бригадного уровня. Южане потеряли 800 человек, северяне — 1300.
12 сентября 1862 года Вирджинская армия была расформирована и её части влились в Потомакскую армию генерала Макклелана. Поуп был отстранен от командования.